# 文明V
《文明V》是由Firaxis开发的回合策略游戏，是文明系列的第5部作品。游戏对应Microsoft Windows及Mac OS X平台，于2010年9月21日和9月24日分别在北美和欧洲发行。
《文明V》是文明系列游戏中的一个里程碑。《文明V》取消了宗教系统（后资料片又重新加入），而且出现了领袖的全身动画以取代以往的头像模式，并且使领袖有了自己的声音，这些细节都增加了游戏性。《文明V》并不把游戏模组与地图修改工具直接集成，玩家可以通过安装Sid Meier's Civilization V SDK来完成模组与地图的修改。
游戏包含社区、游戏模组和多人游戏元素。
《文明V》目前已发布两部資料片《眾神與諸王》及《美麗新世界》，已分别於2012年6月19日和2013年7月9日推出。
此游戏还能在有触控功能的Windows 8或Windows 10電腦上使用觸控操作。

## 文明
| 文明     | 全称         | 領袖                  | 特色單位   | 特色單位2     | 特色建築   | 特色技能 |
| -------- | ------------ | --------------------- | ---------- | ------------- | ---------- | -------- |
| 美國     | 美利堅文明   | 喬治·華盛頓           | 北美民兵   | B17“空中堡垒” | -          | 昭昭天命 |
| 阿拉伯   | 阿拉伯文明   | 哈倫·拉希德           | 駱駝射手   | -             | 巴扎       | 駱駝商隊 |
| 阿茲特克 | 阿兹特克文明 | 蒙特祖马一世          | 美洲豹战士 | -             | 浮園       | 祭祀俘虜 |
| 中國     | 華夏文明     | 武则天                | 諸葛弩     | -             | 造纸坊     | 孙子兵法 |
| 埃及     | 埃及文明     | 拉美西斯二世          | 埃及戰車   | -             | 陵墓       | 永恒建筑 |
| 英國     | 不列颠文明   | 伊丽莎白一世          | 長弓兵     | 主力舰        | -          | 日不落国 |
| 法國     | 法蘭西文明   | 拿破仑一世            | 火槍手     | 外籍軍團      | -          | 传统制度 |
| 德國     | 德意志文明   | 奥托·冯·俾斯麦        | 自由佣兵   | 德国坦克      | -          | 条顿之怒 |
| 希臘     | 希臘文明     | 亞歷山大              | 希腊方阵   | 夥友騎兵      | -          | 城邦同盟 |
| 印度     | 印度文明     | 甘地                  | 印度战象   | -             | 莫卧儿要塞 | 人口增長 |
| 易洛魁   | 易洛魁文明   | 海华沙                | 莫霍克战士 | -             | 長屋       | 伟大征途 |
| 日本     | 日本文明     | 織田信長              | 日本武士   | 零式战机      | -          | 武士之道 |
| 奧斯曼   | 奥斯曼文明   | 蘇萊曼                | 苏丹亲兵   | 西帕希骑兵    | -          | 授权私掠 |
| 波斯     | 波斯文明     | 大流士                | 波斯长生军 | -             | 总督府     | 王朝遗产 |
| 羅馬     | 羅馬文明     | 奧古斯都·愷撒         | 羅馬軍團   | 弩炮          | -          | 羅馬榮耀 |
| 俄羅斯   | 俄罗斯文明   | 凱瑟琳                | 哥萨克骑兵 | -             | 俄罗斯营垒 | 自然財富 |
| 暹羅     | 暹羅文明     | 敢木丁                | 纳瑞宣战象 | -             | 经院       | 君父政治 |
| 桑海     | 桑海文明     | 阿斯基亚·穆罕穆德一世 | 曼德卡骑兵 | -             | 土塔清真寺 | 江河霸主 |

| 文明       | 全称           | 領袖           | 特色單位   | 特色單位2 | 特色建築   | 特色技能 |
| ---------- | -------------- | -------------- | ---------- | --------- | ---------- | -------- |
| 蒙古       | 蒙古文明       | 铁木真         | 怯薜       | 汗        | -          | 殺戮鉄騎 |
| 西班牙     | 西班牙文明     | 伊莎贝拉       | 征服者     | 大方阵    | -          | 黄金之城 |
| 波利尼西亚 | 波利尼西亚文明 | 卡美哈梅哈     | 毛利战士   | -         | 摩艾石像   | 海路探寻 |
| 巴比伦     | 巴比伦文明     | 尼布甲尼撒二世 | 巴比伦弓手 | -         | 巴比伦城墙 | 智慧创新 |
| 朝鲜       | 朝鲜文明       | 李祹           | 火厢车     | 龟甲船    | -          | 集聚群贤 |
| 印加       | 印加文明       | 帕查庫特克     | 掷石手     | -         | 梯田       | 山地路网 |
| 丹麦       | 北欧文明       | “蓝牙”哈拉德   | 狂暴战士   | 雪撬步兵  | -          | 维京狂暴 |

## 彩蛋
在文明系列游戏中，印度领袖「甘地」使用核弹的次数比其他国家的领袖要多，源于本系列第一作中的一个数据溢出错误。在游戏中每位领导人都有一个预设行为，其中有一个控制参数为“侵略指数”，该值会控制其对外侵略的频率，最低值为1，表现为不会对外发动侵略，并且当其所领导国家实行民主政体时会自动减2，而刚好「甘地」的值为1，实行民主政体而减值时会发生数据溢出错误，导致值反转为255，反而更容易对外发动侵略。虽然该缺陷已被修复，但「甘地」的设定反而被保留下来，而至于在该作其控制使用核弹频率的设定值是全部领导人中最高的。遊戲製作人席德·梅爾後來已出面證實此遊戲錯誤僅為傳聞。